# 내당동
내당동(內唐洞)은 대한민국 대구광역시 서구의 법정동이다. 달구벌대로를 중심으로 달서구 두류동과 대칭하고 있어서 달서구와의 경계선상인 달구벌대로를 통해 대구 도시철도 2호선이 통과하는 지역이다.
1988년 달서구의 신설 때 내당4·5·6동을 분리하여 두류동을 신설한 후 달서구로 넘겼으며, 산하 법정동이 재배치됐다.

## 역사
- 조선시대 내당동/외당동
- 1895년 음력 윤5월 1일 대구부 대구군 달서면 내당동/외당동[1]
- 1896년 8월 4일 경상북도 대구군 달서면 내당동/외당동[2]
- 1910년 10월 1일 경상북도 대구부 달서면 내당동/외당동[3]
- 1914년 4월 1일 경상북도 달성군 달서면 내당동[4]
- 1938년 10월 1일 경상북도 대구부 내당동[5]
- 1938년 11월 2일 경상북도 대구부 내당동(서부출장소 관할)
- 1949년 8월 15일 경상북도 대구시 내당동(서부출장소 관할)[6]
- 1963년 1월 1일 경상북도 대구시 서구 내당동[7]
- 1965년 2월 1일 경상북도 대구시 서구 내당1동, 내당2동, 내당3동, 내당4동[8]
- 1970년 7월 1일 내당3동을 내당5동으로 분동[9]
- 1981년 7월 1일 대구직할시 서구 내당1동, 내당2동, 내당3동, 내당4동, 내당5동[10]
- 1982년 9월 1일 내당1동을 내당6동으로 분동[11]
- 1985년 12월 1일 내당6동을 내당7동으로 분동[12]
- 1988년 1월 1일 내당4동, 내당5동, 내당6동을 신설된 달서구 두류동에 편입[13] 내당7동을 내당4동으로 개칭
- 1995년 1월 1일 대구광역시 서구 내당1동, 내당2동, 내당3동, 내당4동
- 1997년 1월 1일 내당2동과 내당3동을 내당2·3동으로 합동[14]

## 주요 기관

### 관공서
- 대구서부경찰서 내당1동파출소(내당1동)
- 대구서구종합사회복지관(내당1동)
- 대구서구고용안정센터(내당1동)
- 대구내당1동우체국(내당1동)
- 대구서부경찰서 내당2동파출소(내당2·3동)
- 서문우체국(내당2·3동)
- 대구서부경찰서 내당4동 치안센터(내당4동)
- 내당소방파출소(내당4동)
- 내당4동우편취급소(내당4동)
- 대구북부고용지원센터(내당4동)

### 교육 기관
- 대구두류초등학교(1동)
- 대구내서초등학교(2·3동)
- 대구경운초등학교(4동)
- 대구서도초등학교(1동)
- 경운중학교(4동)
- 대구과학기술고등학교(4동)
- 대구서부교육지원청(4동)
- 달성고등학교(4동)

### 금융 기관
- 내당새마을금고(본점,내당1동)
- 우리은행 내당동지점(내당1동)
- 국민은행 내당동지점(내당1동)
- iM뱅크 황제지점(내당1동)
- NH농협은행 두류지점(내당1동)
- 대구축산기업조합(내당1동)
- 대구 국민상호신용금고(내당1동)
- 하나증권(내당1동)
- 미래에셋생명보험(내당1동)
- 메트라이프생명보험(내당1동)
- 삼성생명 대구법인지국(내당1동)
- 한화생명 서대구영업국(내당1동)
- 흥국화재 중앙지점(내당1동)
- NH투자증권 서대구지점(내당1동)
- 현대캐피탈 대구지점(내당1동)
- 내당2동 새마을금고(내당2·3동)
- 내당새마을금고분소(내당2·3동)
- iM뱅크 서문시장지점(내당2·3동)
- iM뱅크 내당지점(내당2·3동)
- 서대구농협 내당지소(내당2·3동)
- 내당천주교회 신용협동조합(내당2·3동)
- 와룡새마을금고 내당지점(내당4동)
- iM뱅크 광장지점(내당4동)
- 대구축협 내당지소(내당4동)
- 통불교 신용협동조합(내당4동)
- 대구경북 양돈축협(내당4동)
- 광장신용협동조합(내당4동)
- DB손해보험 남부지점(내당4동)

## 주거 시설
- e편한세상 두류역 - 2022년 6월(1동)
- 두류역 자이아파트 - 2025년 8월 예정(1동)
- 두류역 스타힐스 - 2025년 4월 예정(1동)
- 보성 황제맨션 - 1988년 2월(1동)
- 보성 홍실2차타운 - 1988년 4월(1동)
- 삼익뉴타운 - 1980년 9월(4동)
- 삼익맨션 - 1979년 11월(4동)
- 코오롱아파트 - 1985년 12월(4동)
- 내당 광명아파트 - 1981년 4월(4동)